# Consejo de Procuradores Provinciales
Los Consejos de Procuradores de las Provincias, también denominado Consejo de Estado, fue un organismo de gobierno de orden provincial del Imperio del Brasil. Fueron creados por el emperador Pedro I mediante decreto del 16 de febrero de 1822 y extinguidos por ley del 20 de octubre de 1823 que revocó ese decreto. Posteriormente, con la expedición de la constitución brasileña de 1824, estos organismos serían reemplazados por los Consejos Generales de Provincias.
Estos Consejos no tenían facultad legislativa sino una función de coadyuvar al poder ejecutivo provincial con relación a las reformas y mejoras de que precisaban las provincias.